# Priape
Pour les articles homonymes, voir Priape (homonymie).
Dans la mythologie grecque, Priape (en grec ancien Πρίαπος / Príapos) est un dieu de la fertilité, ithyphallique, protecteur des jardins et des troupeaux. Son équivalent dans la mythologie romaine se nomme Mutunus Tutunus, bien qu'il soit souvent cité sous le nom Priape. On reconnaît Priape par son gigantesque pénis constamment en érection. Cette particularité a donné son nom au terme médical priapisme.

## Origine
Comme plusieurs divinités phalliques, Priape tire son origine du Feu divin dont le phallus est l'image principale. Ceci en raison du fait que la flamme se dresse et de la sexualisation de la production du feu par frottement dans laquelle l'un des deux morceaux de bois est assimilé au sexe masculin et l'autre au sexe féminin.

## Mythe
Il naît à Lampsaque, sur l'Hellespont, en Asie Mineure. Il est le fils de Dionysos et d'Aphrodite (certaines traditions lui donnent plutôt Hermès ou Adonis, voire Zeus pour père). D'autres auteurs, le vieillissant de plusieurs générations, voient en lui un Titan auquel Héra aurait confié le soin d'enseigner le maniement des armes à Arès. 
Nous possédons au sujet de la naissance de Priape plusieurs mythes qui ne sont probablement que des variantes d'une tradition unique. D'après celle-ci, le dieu aurait été le fruit des amours de Zeus et d'Aphrodite. La déesse de l'amour n'aurait pas échappé à la jalousie vindicative d'Héra. Quand Aphrodite fut sur le point de déposer son fardeau, l'épouse légitime de Zeus accourut auprès d'elle et lui posa la main sur le ventre. Il en résulta qu'Aphrodite mit au monde un être d'un aspect repoussant, avec une langue et un ventre énormes. Saisie d'horreur, la déesse s'enfuit, abandonnant le nouveau-né, qui fut recueilli et élevé par des bergers appréciant sa rusticité, avant de rejoindre plus tard le cortège de Dionysos.
Une autre version fait de Priape le fils de Dionysos et d'Aphrodite, tandis qu'une tradition différente lui donne pour père Adonis[réf. nécessaire]. D'après cette légende, Aphrodite, épouse de Dionysos, aurait profité du voyage de celui-ci en Inde, pour entretenir des relations coupables avec Adonis. Au moment du retour de Dionysos, après lui avoir fait d'abord l'accueil le plus empressé, Aphrodite s'enfuit à Lampsaque où, par suite de l'intervention d'Héra, elle donne le jour à un enfant dont elle ne peut supporter la vue. Enfin, on disait encore que Priape était le fils de Dionysos et de la Naïade Chioné. Une autre version du mythe de Priape veut qu'il ait été puni par les dieux pour avoir essayé de violer une déesse ; on lui donna ainsi en punition d'énormes attributs de bois, ensemble énorme mais inutile afin que Priape ne connaisse plus ni le plaisir ni la fécondité[réf. nécessaire]. 

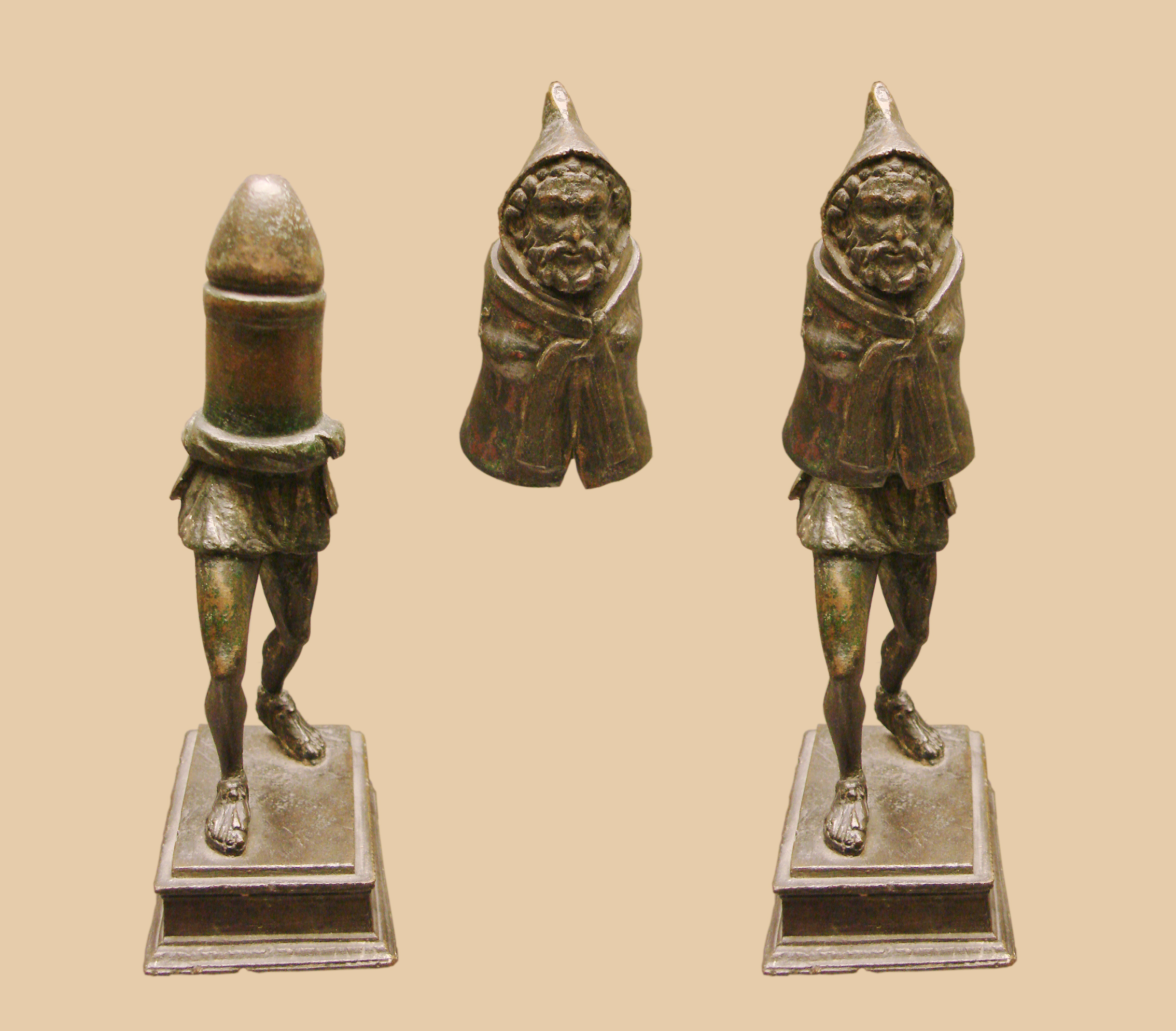
Statuette du dieu Priape (IIe siècle), Amiens, Musée de Picardie.

Il déteste les ânes et demande qu'on lui en sacrifie un pour son culte. Son aversion pour cet animal viendrait du fait qu'une nuit où il allait, selon Ovide, violer Hestia, la déesse fut avertie par le braiment de l'un d'entre eux et put ainsi échapper aux ardeurs de Priape. Cette aventure se confond avec celle mise en circulation à une époque assez tardive qui raconte une relation que le dieu eut avec la nymphe Lotis, toujours d'après Ovide (Métamorphoses et Fastes), et qui rappelle la légende de Pan et de Syrinx. Au moment où Priape croit avoir atteint son but, Lotis est métamorphosée en l'arbre qui porte son nom, le lotus. On racontait aussi que l'entreprise du dieu n'avait échoué que parce qu'à l'instant où il allait violenter la nymphe endormie, l'âne de Silène s'était mis à braire, ce qui avait permis à Lotis de s'enfuir. De colère, Priape tua l'animal qui avait contrarié ses projets.

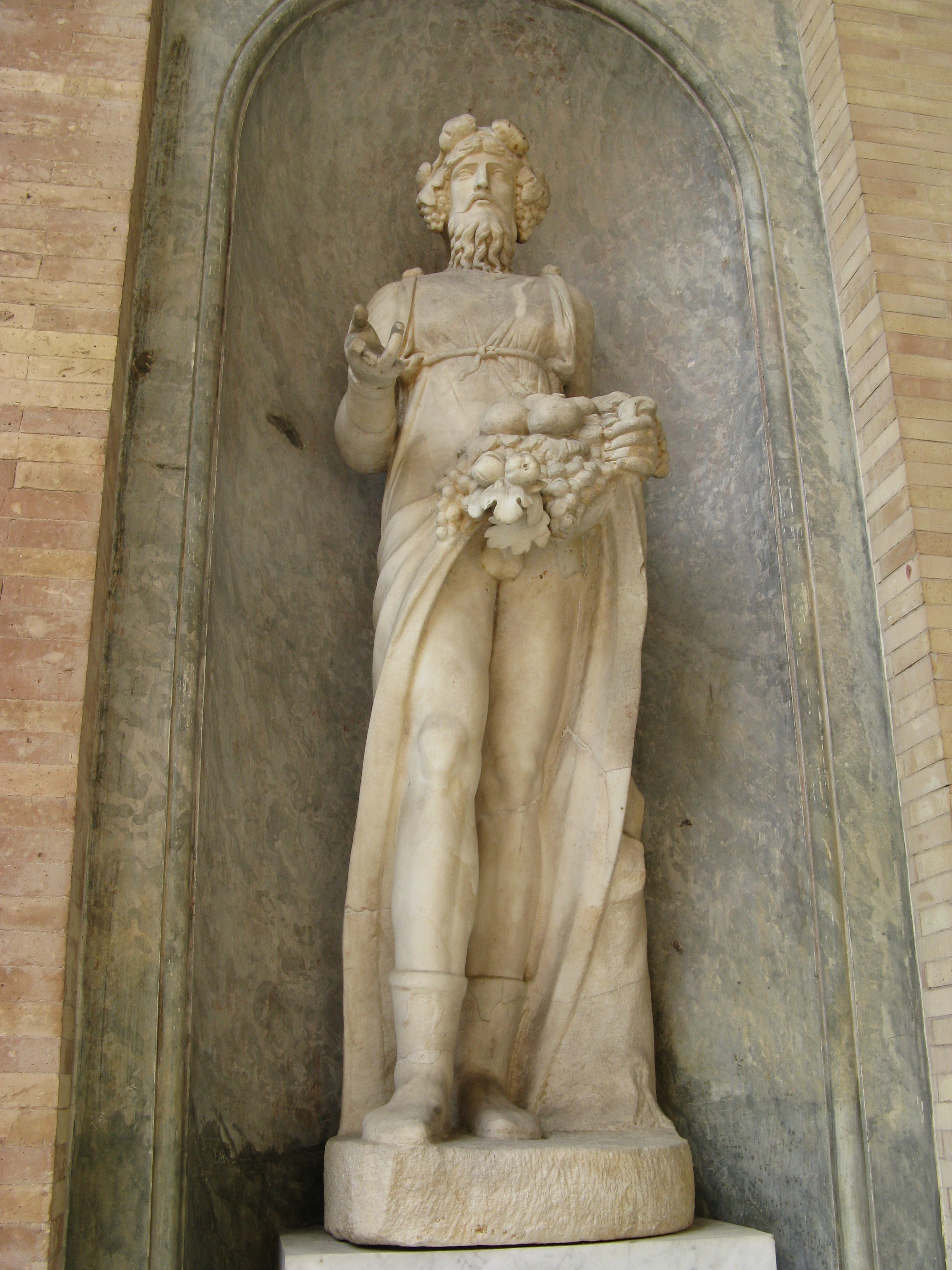
Statue du dieu Priape, IIe siècle, cour octogonale du musée du Vatican.

Une explication différente est donnée de sa haine pour ces équidés : elle a pour origine une querelle avec un âne que Dionysos a doté de la parole pour lui avoir servi de monture. La cause en est la taille respective de leur membre viril. Priape comparera son organe sexuel à celui de l'animal et tuera ce dernier après avoir constaté la dimension de ses attributs. Le dieu des jardins tua l'âne que Dionysos plaça parmi les astres. Il est difficile de comprendre quelle est la base de ce mythe. On sait seulement qu'à Lampsaque on sacrifiait des ânes à Priape, alors que pour la fête d'Hestia, en revanche, les ânes étaient couronnés de fleurs.
Malgré son érection permanente, le dieu Priape est stérile.

## Avatars
Au IIe siècle, le gnostique Justin (en) allie Jésus et Priape en un seul principe métaphysique.

## Iconographie
Priape est généralement représenté pourvu d'un énorme pénis en érection perpétuelle. Les Romains placent souvent dans leur jardin des statues grossières en bois (des hermai) de figuier, peintes de vermillon, représentant Priape, pour servir d'épouvantail, écarter le mauvais œil et protéger les vergers. Lorsqu'il est représenté sous forme humaine, ses bras sont généralement chargés d'attributs liés à l'agriculture.

## Médecine
En pathologie, le priapisme désigne une érection douloureuse et prolongée et ceci sans provocation érotique.

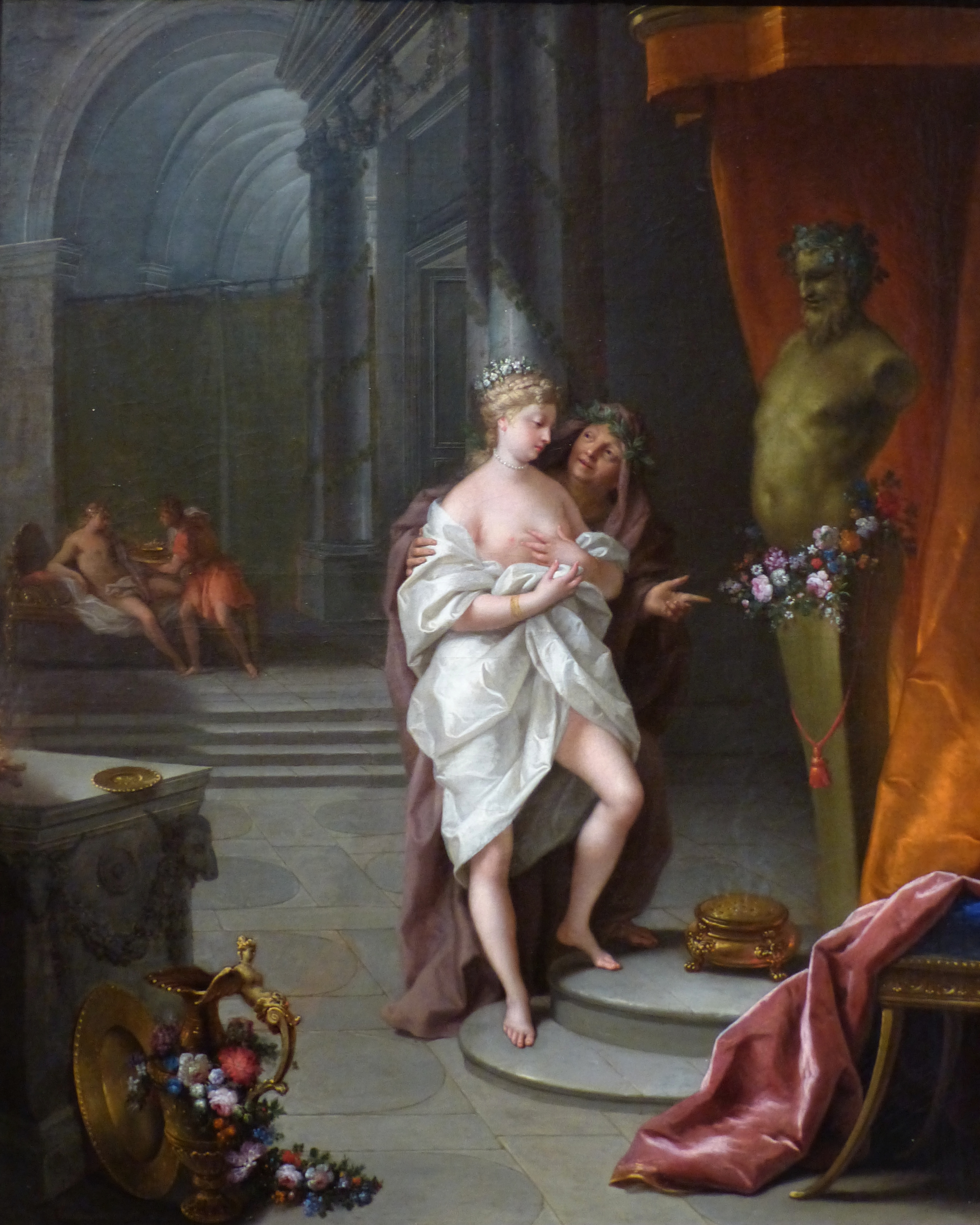
L'Offrande à Priape par Jean Raoux (1720). Musée Fabre, Montpellier.

## Évocations artistiques
- (la) Priapeia (en), recueil de 80 poèmes anonymes datant des Ier et IIe siècles[8].
- Alexis Piron, Ode à Priape, vers 1710 [lire en ligne].
- Jean Raoux, L'Offrande à Priape, huile sur toile, 1720 (musée Fabre, Montpellier).
- Loco Locass, Priapée La P'tite Vite, Manifestif (CD), octobre 2000.
- Nicolas Presl raconte le mythe dans sa bande dessinée Priape (Genève, Atrabile, 2006).

## Épithètes et attributs
- attributs : pénis en érection ;
- sanctuaires : Lampsaque, Cyzique, mont Hélicon ;
- animaux sacrés : l'oie et le homard ;
- ithyphallique.

## Sources
- Diodore de Sicile, Bibliothèque historique [détail des éditions] [lire en ligne] (IV, 6, 1).
- Hygin, Fables [détail des éditions] [(la) lire en ligne] (CLX).
- Ovide, Fastes [détail des éditions] [lire en ligne] (I, 415 et suiv.).
- Pausanias, Description de la Grèce [détail des éditions] [lire en ligne] (IX, 31, 2).
- Strabon, Géographie [détail des éditions] [lire en ligne] (VIII, 6, 24 ; XIII, 1, 12).